# Fissidens peruvianus
Fissidens peruvianus là một loài Rêu trong họ Fissidentaceae. Loài này được Hampe ex Müll. Hal. mô tả khoa học đầu tiên năm 1879.